# 上州物産
上州物産（じょうしゅうぶっさん）は、群馬県前橋市に本社を置く模擬店機材のレンタル専門店。
2005年からキャラメルポップコーン機レンタル事業を開始。
現在は模擬店機材のレンタル商品を数十点扱う。また、2015年にはワンタッチベビーベッドのレンタルを開始し、ベビー用品のレンタルへ進出。
海産珍味の卸売業でスーパーや酒屋さんへサキイカやいかの燻製、ピーナッツ製品などを小売店へ卸している。
平成19年度ぐんまおすすめサービス賞受賞企業。

## 沿革
- 1987年 - 阿部武志、入社
- 2005年 - ポップコーン機レンタル事業開始
- 2009年3月 - 綿菓子機レンタル事業開始
- 2015年10月 - ワンタッチベビーベッドレンタル事業開始
- 2016年4月 - ベビースケールレンタル事業開始
- 2016年7月-　ベビーカーレンタル事業開始

## 概要
他店と違い、返金保証の付いた美味しい風味と食感に社長が情熱をかけた”こだわり模擬店”を全国にレンタルしている。キャラメルポップコーン機レンタル事業では、独自開発の「秘伝のオイル」やゴールドメダル社製の機械を導入している。
レンタル時に嬉しい「掃除不要」や「返金保証」「故障時の修理代不要」などお客さまに喜ばれるサービスをレンタル商品と共に全国に提供し、利用者より高い支持を得ている。
また、全国の児童養護施設を対象にクリスマス向けに、キャラメルポップコーン機１泊２日のレンタルとキャラメルポップコーン材料１００人分相当又は、綿菓子機１泊２日 レンタルと綿菓子材料１００人分相当を審査の結果１０施設にプレゼントしたこともあった。
２０１５年にはワンタッチベビーベッドのレンタルを開始しベビー用品レンタルにも力を入れ事業を拡大している。